# Ingrid Hjelmseth
Ingrid Hjelmseth (født 10. april 1980) er en norsk fodboldspiller, der spiller som målmand for Norges kvindefodboldlandshold

## Hæder

### Klub
Trondheims-Ørn SK
- Toppserien: 2000, 2001, 2003
- Norske kvinders pokalturnering: 1999, 2001, 2002

Stabæk FK
- Toppserien: 2010, 2013
- Norske kvinders pokalturnering: 2011, 2012, 2013

### International
Norge
- EM i fodbold for kvinder Toere: 2005, 2013

### Individual
- UEFA turneringens trup: EM i fodbold for kvinder 2013